# 薩賓·施密茨
薩賓·施密茨（德語：Sabine Schmitz，德語：[zaˈbi.nə ʃmɪt͡s]，1969年5月14日—2021年3月16日），德國女性職業賽車手、電視人物，為人津津樂道的事跡包括在《英国疯狂汽车秀》裡駕駛柴油驅動的福特全順輕型貨車，在纽博格林赛道僅以9秒之微敗於主持人杰里米·克拉克森的捷豹S-Type。施密茨於2021年3月死於癌症，終年51歲。